# Clynotoides dorae
Clynotoides dorae là một loài nhện trong họ Salticidae.
Loài này thuộc chi Clynotoides. Clynotoides dorae được Cândido Firmino de Mello-Leitão miêu tả năm 1944.